# Anders Lindvall
Anders "Chico" Lindvall, född den 20 december 1953 i Malmö, är en svensk jazzgitarrist som varit delaktig i ett trettiotal inspelade CD skivor och LP:s.
Han har bland annat spelat med Lotus, Mikael Wiehe, Kabaréorkestern Tolvan Big Band och Danska Radions Big Band.
År 2009 blev Anders "Chico" Lindvall den tionde mottagaren av Fjellispriset, som bildades efter gitarristen Jan-Eric Fjellströms död.
"Chico" medverkade 2013 i en julshow med Ebbot från Soundtrack of our lives och Peter Wahlbeck
År 2018 prisades "Chico" med Jazz i Malmös Guldnål för "sinnlig smak, teknisk briljans och kompromisslös attityd". I samband med prisutdelning släppte även "Chico" sitt första soloalbum "Debut". 
2022 släppte "Chico" albumet basement incident. 